# Ezüst homoksügér
Az ezüst homoksügér (Callochromis pleurospilus) Afrikában őshonos, a bölcsőszájú halak családjába tartozó, díszhalként is tartott édesvízi halfaj.

## Megjelenése
A hím 10-11, a nőstény 8–9 cm hosszúságúra nő. A hím jelentősen színesebb, oldalának felső része kékesen, alsó pedig sárgán irizál; azonban a különböző populációkban más színváltozatok is előfordulnak. Hátúszójának pereme sötétvörös, sávba rendeződő fehér foltok is díszítik. A faj jellegzetessége, hogy farok alatti úszójának pereme narancsvörös vagy fakóbb barackszínű. A nőstények ezüstös egyszínűek.

## Előfordulása és életmódja
Az ezüst homoksügér a kelet-afrikai Tanganyika-tóban őshonos, annak sekély, 1–30 m mélységű, homokos, üledékes aljzatú öbleiben él. Többnyire a fenékhez közel tartózkodik és a homokot turkálja apró gerinctelenekből, csigákból, rákokból, rovarlárvából álló tápláléka után. Erősen territoriális állatok, a hímek agresszíven védelmezik területüket a többi fajtabéli hímmel szemben, míg a nőstények csapatokban úsznak. Szájköltő halak, a nőstények a megtermékenyített ikrákat (akár 50-et is) a szájukban őrzik kikelésükig. Az ivadékokra körülbelül háromhetes korukig vigyáznak.

## Akváriumi tartása
Az ezüst homoksügér legalább 200-250 literes akváriumot igényel, a vízhőmérsékletet 24-32 °C között tolerálja. A víz minőségére érzékeny. A minimális ajánlott csapatméret egy hímből és három nőstényből áll, agresszivitásuk miatt több hímet nem javasolt együtt tartani.   